# Air Madrid
Air Madrid Lineas Aereas foi uma companhia aérea espanhola fundada em dezembro de 2003 por um grupo de empresas e profissionais do setor turístico europeu. Um ano depois, José Luis Carrillo, proprietário da Optursa Management Ltda, adquiriu 100% da companhia. Atuou no Brasil a partir 18 de janeiro de 2006 quando realizou seu primeiro voo para Fortaleza. A princípio com dois voos semanais, e depois contou com quatro voos diretos e semanais para Madrid e Buenos Aires e um voo direto para Barcelona, além de conexões em Madrid para outros destinos europeus.

## Expansão no Brasil
Em fevereiro de 2007 a empresa planejava inaugurar nova base em São Paulo, fazendo a linha Guarulhos – Madrid – Guarulhos e conexões para destinos já praticados desde Fortaleza para outras cidades europeias. A depender do aumento da demanda, outras rotas poderiam ser inauguradas para os Estados Unidos da América, voando para Miami e Los Angeles, ao mesmo tempo em que seriam avaliadas operações para países como Honduras, Bolívia e Japão, e cidades como Puerto Vallarta e Puebla, no México.

## Frota

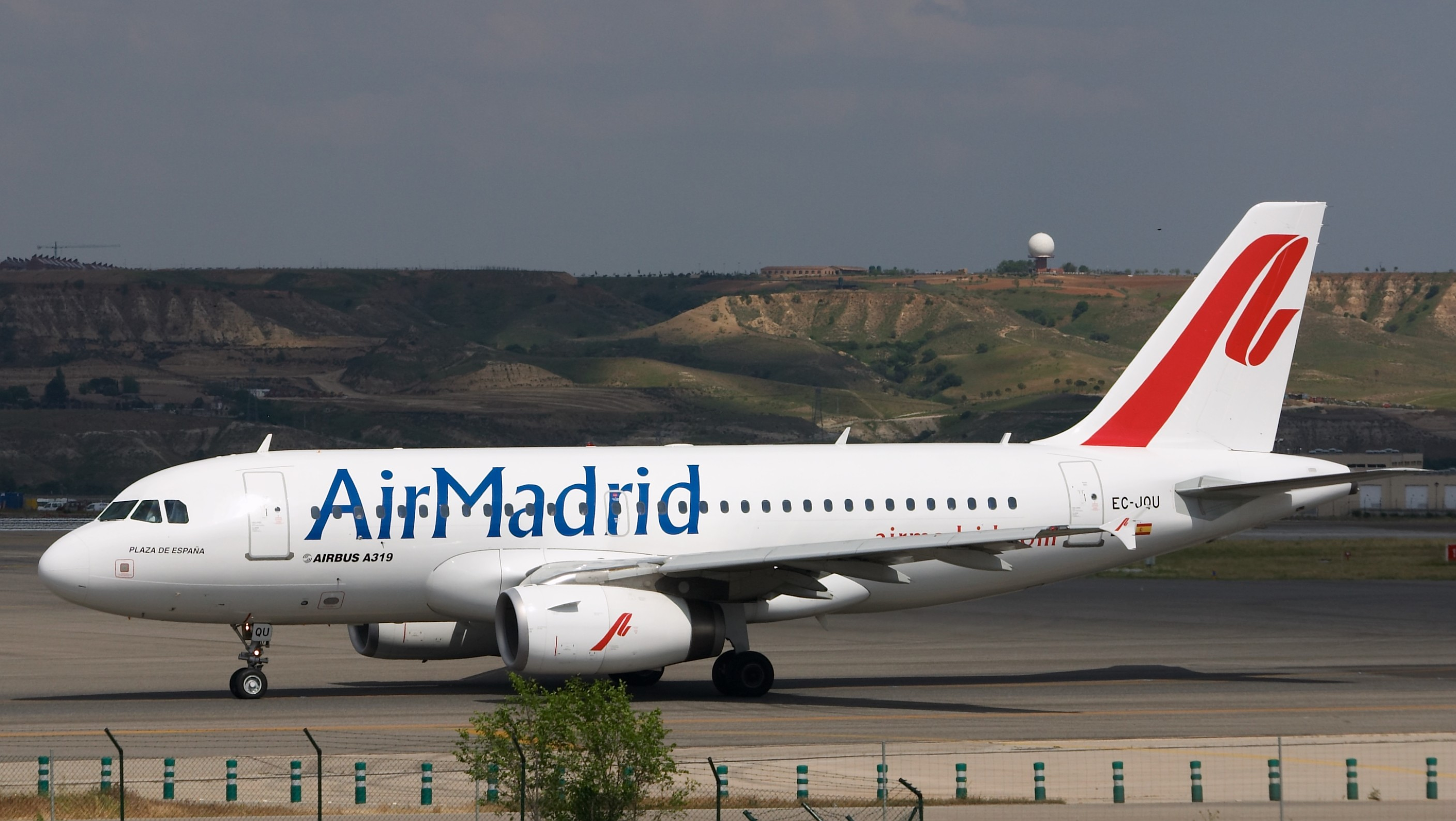
Air Madrid Airbus A319-132 (EC-JQU)

A frota de 9 aviões Airbus seria reforçada com a entrada de novos aparelhos. Um novo Airbus A-340 se uniria a rota Madrid - São Paulo e dois novos Airbus A-320 seriam incorporados. A Air Madrid esperava contar até o final de 2007 com uma frota de 20 aviões para incrementar sua presença nas Américas.

## Falência
Em 15 de dezembro de 2006, a AirMadrid suspendeu suas atividades. A razão alegada, em nota da própria empresa, foi "a gravíssima situação em que ficou, como consequência das medidas adotadas pela Administração Pública, concretamente a Direção Geral de Aviação Civil, dependente do Ministério do Fomento espanhol". 
Na prática, o governo espanhol vinha exigindo da empresa um ajuste de conduta no sentido de cumprir exigências tocantes à segurança do voo bem assim de evitar as constantes queixas de passageiros, mormente em relação ao atraso dos voos.
Em 21 de dezembro de 2006 a AirMadrid apresentou um "concurso voluntário de credores", com prazo até 20 de fevereiro de 2007 para os afetados pelo cancelamento dos vuos fazer suas reclamações ao Juzgado Decano de Madrid, preenchendo um formulário próprio, inclusive pela Internet.

## Destinos cancelados
- De Madrid para Bogotá, Bucareste, Buenos Aires, Cartagena, Fortaleza, Frankfurt, Guaiaquil, Lima, Lisboa, Londres, Milão, Nice, Cidade do Panamá, Paris, Rio de Janeiro, Roma, Quito, San José (Costa Rica), Santa Cruz de Tenerife, Santiago, São Paulo, Tel Aviv e Toluca.
- De Barcelona para Bogotá, Bucareste, Buenos Aires, Cartagena, Fortaleza, Guaiaquil, Milão, Nice, Quito, Santa Cruz de Tenerife e Santiago.

## Air Comet
No final de janeiro de 2007, em troca de parte das rotas operadas pela Air Madrid, a empresa aérea espanhola Air Comet assinou um acordo com o Ministério de Fomento comprometendo-se a contratar cerca de 52% dos ex-funcionários da Air Madrid e aceitar os cupões de voo emitidos por esta, mediante um encargo adicional de 200€ (tal oferta foi válida até 30 de junho de 2007).